# Allen und James Thompson
Allen Thompson (geboren am 1. Oktober 1847; gestorben am 27. Februar 1906) und James Granville  Thompson (geboren am 25. Dezember 1849; gestorben 1921) waren Soldaten der United States Army. Die beiden Brüder kämpften gemeinsam im Sezessionskrieg und erhielten in der gleichen Schlacht die Medal of Honor. Damit gehören sie zu den wenigen Geschwistern, die diese Auszeichnung erhielten.

## Leben
Allen Thompson trat der United States Army im Jahr 1863 bei. Sein Bruder James folgte ihm ein Jahr später. Sie dienten beide im Rang eines Private im 4th New York Artillery Regiment. Während des Appomattox-Feldzuges im April 1865 im Sezessionskrieg dienten beide unter dem General Nelson A. Miles. Ihr Regiment war dem II Corps angegliedert und wurde hauptsächlich als Infanterie und nicht als Artillerie eingesetzt.
Während des Feldzuges verfolgte die Einheit der beiden Brüder am 2. April 1865 Einheiten der Confederate States Army in der Gegend um Petersburg in Virginia. Diese waren bei der Schlacht am Five Forks am vorhergegangenen Tag versprengt worden. Als das Regiment verlassene Befestigungen der Konföderierten an der White Oak Road passierte, die an einen Wald angrenzten, befürchtete Miles einen Hinterhalt. Um die Lage aufzuklären, meldeten sich sieben Soldaten freiwillig, zu denen auch die Thompson-Brüder gehörten. Nachdem die sieben rund ein Viertel der angedachten Strecke durch den Wald zurückgelegt hatten, trafen sie unerwartet auf rund 50 Soldaten der Konföderierten. Obwohl sie zahlenmäßig weit unterlegen waren, entschieden sich die Unionssoldaten den Befehl zum Ergeben zu ignorieren und eröffneten das Feuer. Während des kurzen Feuergefechts verloren fünf der sieben Soldaten ihr Leben. Allen Thompson konnte sich unverletzt zu seiner Einheit zurückziehen, während James schwer verletzt zurückblieb. Die Soldaten der Union konnten so rechtzeitig vor dem Hinterhalt gewarnt werden und schlugen die Konföderierten im folgenden Gefecht. James konnte von einem Aufklärungstrupp gefunden werden und überlebte die Schlacht.
Allen Thompson verließ die US Army im September 1865. Sein Bruder folgte ihm im Oktober des gleichen Jahres in den Ruhestand.
31 Jahre nach den Kampfhandlungen an der White Oak Road wurden den beiden Brüdern für ihren Mut im Angesicht des Feindes die Medal of Honor verliehen.
Im Alter von 58 Jahren starb Allen Thompson im Jahr 1906. Er wurde auf dem Lakeview Cemetery in Cheyenne, Wyoming begraben. Sein Bruder James starb 1921. Er wurde auf dem Mount Hope Cemetery in San Diego, Kalifornien beerdigt.

## Ehrungen
- Medal of Honor (US Army)